# Бендою
Бендою (рум. Băndoiu) — село у повіті Бреїла в Румунії. Входить до складу комуни Мерашу.
Село розташоване на відстані 153 км на схід від Бухареста, 44 км на південь від Бреїли, 94 км на північний захід від Констанци, 62 км на південь від Галаца.

## Населення
За даними перепису населення 2002 року у селі проживала 481 особа, усі — румуни. Усі жителі села рідною мовою назвали румунську.